# بيت جورج
بيت جورج (بالإنجليزية: Pete George) هو رباع أمريكي، ولد في 29 يونيو 1929 في آكرون في الولايات المتحدة.

## وصلات خارجية
- بيت جورج على موقع أوليمبيديا (الإنجليزية)
- بيت جورج على موقع قاعة هاواي للمشاهير الرياضية (مؤرشف) (الإنجليزية)